# Viorel-Gheorghe Coifan
Viorel-Gheorghe Coifan (n. 12 decembrie 1947) a fost  un deputat român în legislatura 2000-2004, ales în județul Timiș pe listele partidului PNL. Viorel-Gheorghe Coifan a fost membru în grupurile parlamentare de prietenie cu Ungaria și Italia.